# Westraltrachia turbinata
Westraltrachia turbinata är en snäckart som beskrevs av Alan Solem 1984. Westraltrachia turbinata ingår i släktet Westraltrachia och familjen Camaenidae. IUCN kategoriserar arten globalt som sårbar. Inga underarter finns listade i Catalogue of Life.